# Trixa
Trixa – rodzaj muchówek z rodziny rączycowatych (Tachinidae).

## Wybrane gatunki
- T. alpina Meigen, 1824
- T. caerulescens Meigen, 1824
- T. chaoi Zhang & Shima, 2005
- T. chinensis Zhang & Shima, 2005
- T. conspersa (Harris, 1776)
- T. longipennis (Villeneuve, 1936)
- T. nox (Shima, 1988)
- T. pauciseta (Mesnil, 1980)
- T. pellucens (Mesnil, 1967)
- T. pubiseta (Mesnil, 1967)
- T. pyrenaica Villeneuve, 1928
- T. rufiventris (Mesnil, 1967)